# Тирвазе
Ти́рвазе (ест. Tõrvase küla) — село в Естонії, у волості Валґа повіту Валґамаа.

## Населення
На 31 грудня 2011 року в селі не було постійних мешканців.

## Історія
До 22 жовтня 2017 року село входило до складу волості Тагева.